# 흠심
흠심(Hmmsim)은 서울 지하철 2호선 시뮬레이션 모바일 게임이다.
제미니 인터랙티브에서 처음으로 만든 모바일 게임이다.

## 게임 플레이
플레이할 수 있는 노선은 서울 지하철 2호선의 성수역~삼성역이다. 안드로이드는 외부 노선을 추가할 수 있다. 